# 나이코메드
나이코메드(Nycomed)는 유럽의 제약회사로, 2011년 7월 타케다 약품공업에 인수되었다. 본사는 스위스 취리히에 있으며 2006년 총 매출액이 € 3,400 백만 유로였으며 12,000명의 직원을 두고 있다.

## 참고 문헌
- 한국일보 2012.05.18 일본기업, 해외 M&A 불꽃!![깨진 링크(과거 내용 찾기)]